# Horní Libina
Horní Libina är en ort i Tjeckien.   Den ligger i regionen Olomouc, i den östra delen av landet, 190 km öster om huvudstaden Prag. Horní Libina ligger 306 meter över havet och antalet invånare är 3 501.
Terrängen runt Horní Libina är huvudsakligen kuperad, men åt nordväst är den platt. Runt Horní Libina är det ganska tätbefolkat, med 80 invånare per kvadratkilometer. Närmaste större samhälle är Šumperk, 11,1 km nordväst om Horní Libina. Trakten runt Horní Libina består till största delen av jordbruksmark.